# Incidente del DHC-6 Twin Otter di Tara Air del 2010
Il 15 dicembre 2010, un DHC-6 Twin Otter di Tara Air precipitò poco dopo il decollo su un volo nazionale da Lamidanda a Katmandu, in Nepal. I rottami dell'aereo vennero ritrovati nella foresta di Bilandu, vicino al villaggio di Shreechaur, la mattina successiva all'incidente. Tutti i 19 passeggeri e i tre membri dell'equipaggio morirono nell'incidente. Inizialmente si era ipotizzato che il maltempo o il sovraccarico dell'aereo potessero aver causato l'incidente. Le autorità nepalesi avviarono un'indagine dopo aver individuato il luogo del disastro.

## L'aereo
Il velivolo coinvolto era un DHC-6 Twin Otter con immatricolazione 9N-AFX. Costruito da de Havilland Canada nel 1984, era stato utilizzato da diverse compagnie aeree americane prima di essere introdotto in Nepal nel 2000, quando Shangri-La Air lo acquistò. Nel 2010, poco prima dell'incidente, Tara Air aveva preso possesso dell'aereo.

## L'incidente
Cinque minuti dopo il decollo dall'aeroporto di Lamidanda alle 15:08 ora locale, l'ala sinistra dell'aereo impattò con il suolo e il DHC-6 si schiantò. L'aereo sarebbe dovuto atterrare a Katmandu intorno alle 15:35, 35 minuti dopo la partenza. Tutti i 19 passeggeri e i tre membri dell'equipaggio a bordo morirono nell'incidente.
Gli elicotteri cercarono il relitto dell'aereo il giorno dell'incidente, ma vennero richiamati durante la notte a causa della scarsa visibilità, nonostante l'attrezzatura per la visione notturna fosse installata a bordo. Il giorno successivo all'incidente, l'esercito nepalese localizzò il relitto a Okhaldhunga, in Nepal, a un'altitudine di circa 8 900 piedi (2 700 m). Tutti i 22 corpi vennero recuperati. Secondo quanto riferito, i rottami dell'aereo coprivano 200 metri quadrati e, secondo un portavoce della polizia, si erano "completamente frantumati".
Inizialmente si era ipotizzato che la causa dell'incidente fosse il maltempo. L'amministratore delegato di Tara Air, Vijay Shrestha, dichiarò: "La visibilità era scarsa a diversi livelli dell'atmosfera. Una fitta foschia ai livelli più bassi e una nuvola altrettanto spessa in alto avrebbero potuto causare una scarsa visibilità". Si era anche ipotizzato che l'aereo potesse essere sovraccarico, ma Shrestha smentì queste accuse. "Il peso massimo al decollo dell'aereo è di 12 500 libbre (5 700 kg), mentre il peso al decollo del Twin Otter che si era schiantato era di 12 280 libbre (5 570 kg)", ha dichiarato. "Quindi era sottopeso di 220 libbre (100 kg), l'affermazione è sbagliata".

## Le indagini
Dopo la localizzazione del luogo dell'incidente venne avviata un'indagine. Il Ministero del Turismo e dell'Aviazione Civile del Nepal formò un gruppo di cinque investigatori per trovare le cause. Ai cinque venne ordinato di presentare un rapporto sull'incidente entro 90 giorni. Il registratore vocale della cabina di pilotaggio venne recuperato dalla scena dell'incidente.
L'11 luglio 2011 gli investigatori inviarono il loro rapporto sull'incidente al Ministero dei Trasporti del Nepal, affermando che il volo era stato autorizzato a salire a 10 500 piedi (3 200 m) secondo le regole del volo a vista (VFR), ma successivamente l'equipaggio era stato istruito a scendere a 8 500 piedi (2 600 m) per la presenza di un elicottero nella direzione opposta. I piloti non erano d'accordo se continuare a salire a 10 500 piedi (3 200 m) o scendere a 8 500 piedi (2 600 m). Il comandante, che era il pilota al monitoraggio degli strumenti del velivolo, disse di continuare la salita perché secondo lui una discesa a 8 500 piedi (2 600 m) in quel particolare terreno era troppo rischiosa, ma rimase molto indeciso. Il primo ufficiale, che era il pilota ai comandi, continuava invece a insistere per continuare la discesa. Alla fine, anche se con grande riluttanza, il comandante decise di scendere, ma durante la discesa l'aereo entrò in una nuvola quando l'ala sinistra impattò sulla cima di una collina. Tutto ciò portò gli investigatori ad affermare che la causa principale dell'incidente era stata la decisione imprudente dei piloti di effettuare la discesa nonostante il rischioso terreno montuoso.